# Schönvisner István-emlékérem
A Schönvisner István-emlékérem a régészeti örökség, a műemlékvédelem érdekében kiemelkedő tevékenységet folytató személyek és szervezetek részére adományozható állami kitüntetés.

## A díj adományozása
Az 1999-ben alapított emlékérmet páros években április 18-án, a Műemléki Világnapon, páratlan években a műemlékvédelem társadalmi szervezeteinek konferenciáján tíz személy, illetve szervezet kaphatja.

## A díj leírása
Az emlékérem kerek alakú, bronzból készült, átmérője 70, vastagsága 5 milliméter. Az érem Miletics Katalin szobrászművész alkotása. Az első oldal közepén fürdőjelenet ábrázolása Schönvisner István könyvéből, a „SCHÖNVISNER ISTVÁN EMLÉKÉREM” felirattal. A hátoldal közepén babérkoszorú, a köriratban a „MAGYAR MŰEMLÉKVÉDELEMÉRT” felirattal.

## Díjazottak

### 2022
- Szabó Gábor régész

### 2013
- Fülöp András régész (emlékérem)
- Greman István (emlékérem)
- Jerem Erzsébet régész (díj)
- Költő László régész, vegyészmérnök (emlékérem)
- Kürtösi Brigitta Mária festő-restaurátor művész, képzőművész (emlékérem)[1]

### 2010
- Bacskai István (emlékérem)
- Bocz Péter (emlékérem)
- Dr. Gabler Dénes (díj)
- Dr. Gabriel Fusek (emlékérem)
- Kozma Sándor (emlékérem)
- Dr. Torma István (díj)

### 2009
- Baráz Csaba mineralógus (emlékérem)
- Dr. Bajusz István, régész (díj)
- Kőnig Frigyes (emlékérem)
- Holl Imre, régész (díj)
- Dr. Kaposvári Gyöngyi (emlékérem)
- Pálffy Sándor (emlékérem)

### 2008
- Dr. Kovács László, régész (díj)
- Dr. Tomka Péter, régész (díj)
- Regős József, környezetvédelmi asszisztens, barlangkutató
- Székely Kinga, barlangkutató
- Wierdl Zsuzsanna, okleveles festő- és falkép-restaurátor művész
- Komáromi Gábor, a vésztő-mágori kiállítóhely vezetője

### 2007
- Dr. Barkóczi László, régész (díj)
- Jósvainé Dr. Dankó Katalin, régész (díj)
- Ackermann Kálmán, plébános, címzetes esperes
- Harsányi Eszter okl. restaurátor és Kurovszky Zsófia okl. restaurátor
- Harsányiné Vladár Ágnes, okl. építészmérnök
- Dr. Budai Aurél, okl. építészmérnök

### 2006
- Bajusz István, régész, egyetemi tanár – Kolozsvár, Románia (díj)
- Holl Imre, régész – Budapest (díj)
- Emődi János, előadóművész, történész – Nagyvárad, Románia (emlékérem)
- Lakatos László, a Tisza-Limes Ingatlanforgalmazási és Vállalkozási Kft. ügyvezetője – Szolnok (emlékérem)
- Frankovics Tibor, a Zala Megyei Múzeumok Igazgatósága technikai és műszaki bázisának vezetője – Zalaegerszeg (emlékérem)
- V. dr. Fodor Zsuzsa, történész, a Veszprém Megyei Múzeumi Igazgatóság vezetője – Veszprém (emlékérem)

### 2005
- Horváth István, régész
- Horváth László, régész
- Jakabffy Imre, könyvtáros
- Stamler Imre ny. iskolaigazgató
- Székely Attila, történelem tanár
- Vay Ádám Múzeum Baráti Köre

### 2004
- Dr. Chovanec Jan, régész-muzeológus,
- Fodor László, régész-muzeológus
- Dr. Merényi Judit
- Mészáros Árpád, lelkipásztor
- Miklósi-Sikes Csaba, muzeológus
- Dr. Palágyi Sylvia, régész
- Seenger Pál, építészmérnök
- Dr. Szentléleki Tihamér, régész-muzeológus
- Dr. Vándor László régész, műemléki szakmérnök

### 2003
- Bölcskei Gusztáv, református püspök
- Buza Péter, várostörténész
- Gerics Ferenc, muzeológus
- Johann Monigl, kőműves
- Korzenszky Richárd OSB, tihanyi perjel
- Mohácsi Bugarszky Norbert, gazdasági mérnök
- Rózsa Gábor, szakmérnök
- Stark István, építőmérnök
- Szabó Zoltán, villanyszerelő
- Valentin Schultz, építészmérnök

### 2002
- Balega Sándor, történész
- Berczik Árpádné (Wolf Mária), tanár
- Daróczi Miklós, építészmérnök
- Károlyi György, kastélytulajdonos
- Keszthelyi Ferenc, püspök
- Kovalovszki Júlia, régész
- Mihály Zita, építészmérnök
- Salamin Kálmán, épületgépész
- Szilágyi István, építészmérnök
- Nyíregyházi Városvédő Egyesület

### 2001
- Benczédi Sándor, építőmérnök
- Dr. Dékány Erzsébet, orvos
- Dukrét Géza, tanár
- Kósa Zsuzsanna, a gyulai Százéves cukrászda vezetője
- Dr. Miklós Zsuzsa, régész
- Mócsai Gábor, plébános
- Pinczésné Kiss Klára, pedagógus
- Prof. Dr. Stephane Jonas, szociológus, urbanista
- Dr. Szabó László, építészmérnök
- Táncsics Mihály Szakközépiskola mérnök-tanár kollektívája, Veszprém

### 2000
- Bakonyiné Schubert Éva, építészmérnök
- Kacskovics Lajosné, építészmérnök
- Karmazin József, építészmérnök
- Klaniczay Péter, építészmérnök
- Dr. Konkoly István, püspök
- Kormos István, polgármester
- Dr. Rátkai László, plébános
- Sebestyén Lajos, műszaki osztályvezető
- Varga Zsuzsa, a Cziráky Kastély Alapítvány elnöke
- Vitkay Katalin, Budapest Városvédő Egyesület titkára